# Sardius argus
Sardius argus är en insektsart som beskrevs av Marshall 1866. Sardius argus ingår i släktet Sardius och familjen dvärgstritar. Inga underarter finns listade i Catalogue of Life.